# 日博烏
日博烏（羅馬尼亞語：Jibou，發音：[ʒiˈbow] ⓘ，發音：[ˈʒiboː]）是羅馬尼亞瑟拉日縣的城鎮，位於該國西北部，距離县府扎勒烏16公里，面積35.78平方公里，海拔高度187米，2009年人口11,277，大多數居民信奉東正教。

## 外部連結
- Life in Jibou
- Map and history of Jibou
- Photo gallery of Jibou
- Jibou's Botanical Garden
- Jibou's high school